# 오이스터 페일

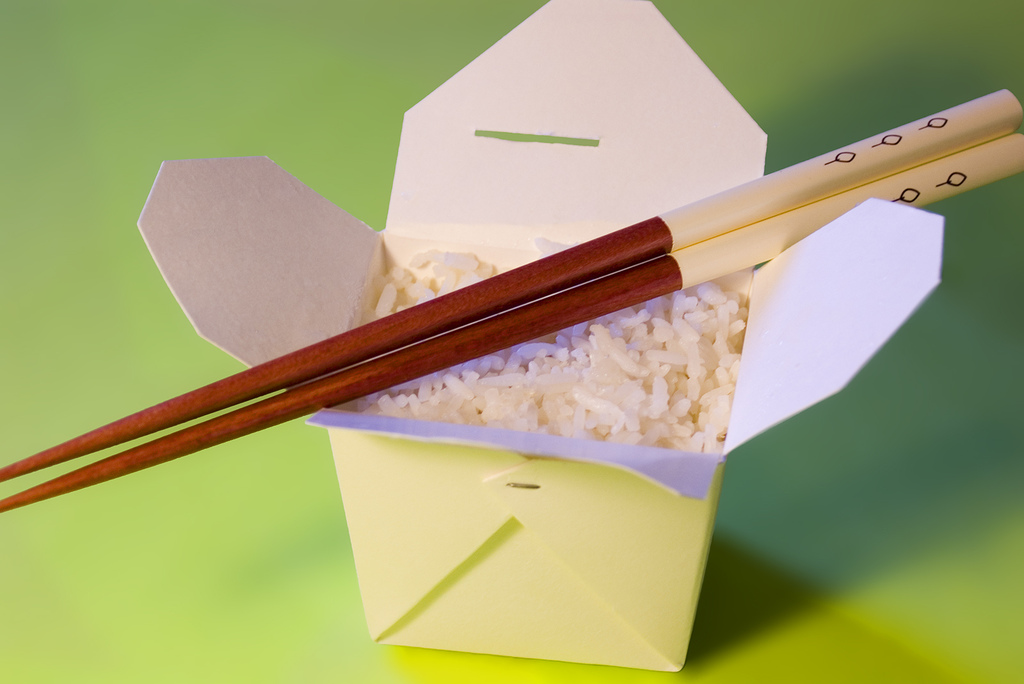

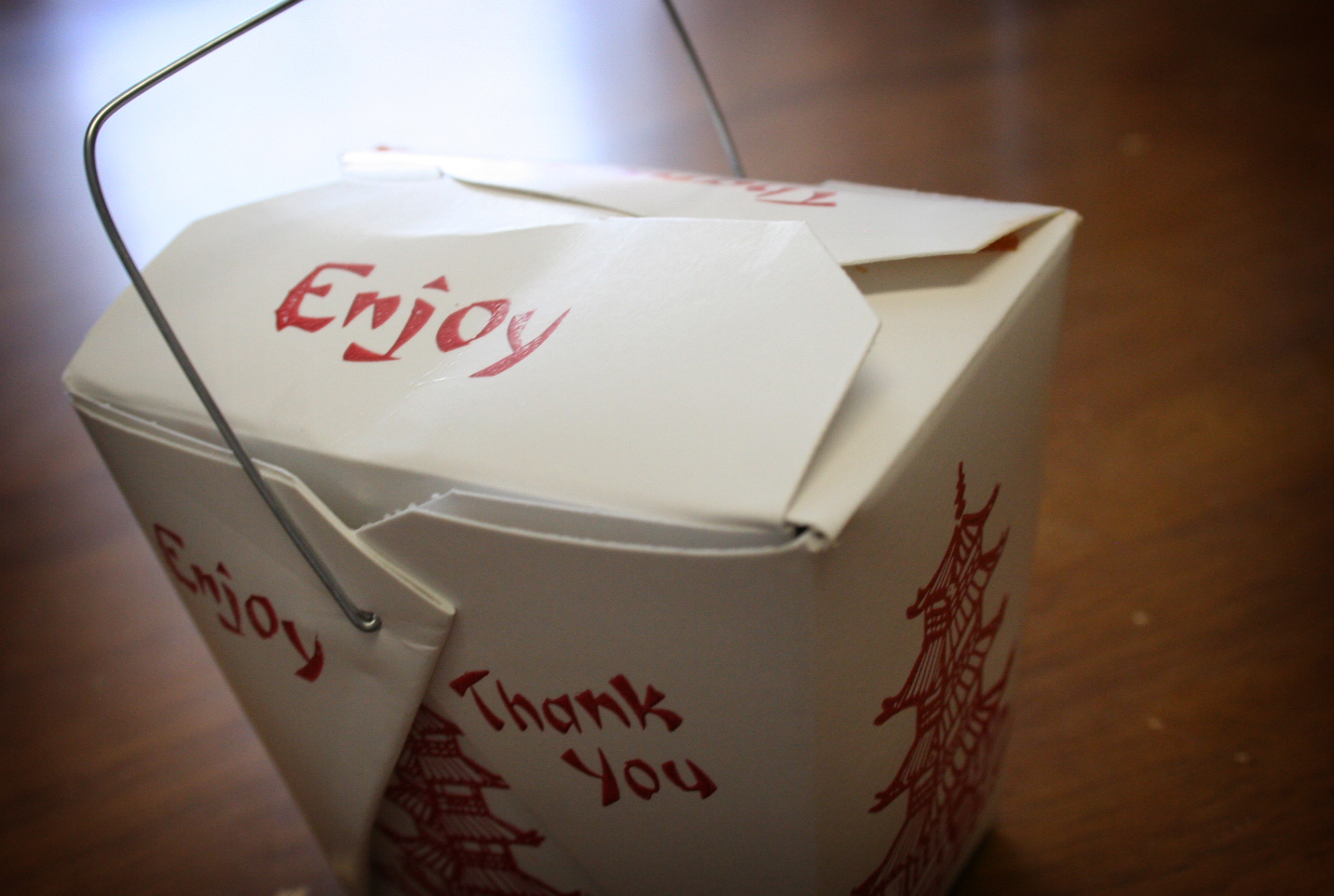

오이스터 페일(Oyster pail)은 원래 굴을 담기 위해 고안된 접힌 왁스칠 또는 플라스틱 코팅 판지 용기이다. 일반적으로 철사로 만든 손잡이가 함께 제공된다. 지금은 주로 미국 전역의 미국식 중국 요리 식당에서 뜨겁거나 차가운 테이크아웃 음식을 포장하기 위해 자주 사용된다. 호주, 뉴질랜드, 독일, 폴란드, 영국, 브라질 등 다른 서구 국가에서도 가끔 발견될 수 있지만 중국이나 화교 수가 많은 기타 아시아 국가에서는 거의 발견되지 않는다.

## 용도
용기는 저렴하고 내구성이 뛰어나며 똑바로 세워 보관할 때 누출이 거의 없다는 장점이 있다. 상단에는 일반적으로 자동으로 닫히는 잠금용 판지 탭이 포함되어 있다. 단순한 종이접기 모양의 접힌 구조 덕분에 뜨거운 음식에서 나오는 증기가 어느 정도 빠져나갈 수 있다. 젓가락으로 용기에서 바로 꺼내 먹는 것이 일반적이다. 용기는 주로 미국식 중국 요리에 사용되지만 일부 유럽 및 라틴 아메리카 국가에서도 확산되기 시작했다.
전자레인지에도 안전하게 사용할 수 있는 굴통(아크 발생의 원인이 되는 금속 손잡이 없음)이 준비되어 있다. 전자레인지용 통에는 손잡이가 없거나 플라스틱 손잡이가 있는 경우가 많다. 굴 통에 손잡이가 보이지 않는 경우 전자레인지에 사용하기 전에 금속 클램프가 없는지 주의해서 확인해야 한다.
용기는 비누 목욕 구슬이나 작은 부품과 같은 비식품 품목을 보관하거나 운반하는 데에도 사용될 수 있다. 테이크아웃 용기는 작은 선물을 위한 참신한 포장으로도 제공되었다.